# Mallomys aroaensis
Mallomys aroaensis là một loài động vật có vú trong họ Chuột, bộ Gặm nhấm. Loài này được De Vis mô tả năm 1907.